# Émile du Tiers
Émile Corderoy du Tiers, né à Niort le 14 octobre 1848 et mort au même lieu le 28 juillet 1897, est un poète français.

## Biographie
Né dans le pays niortais, fils de Jean-Baptiste Corderoy du Tiers et de Marie-Marguerite Martineau, bien qu'avocat de profession (il fut Bâtonnier de l'ordre des avocats), il exerça l'activité de poète. En plus de la publication de multiples recueils de poèmes, il écrivit aussi les paroles de plusieurs chansons en collaboration avec Émile Paloumet ou avec Victor Massé.
Il était l'ami de André Theuriet à qui il dédia son recueil intitulé Visions Rustiques en ces termes : « Au Maître illustre ANDRE THEURIET, en profonde reconnaissance et admiration parfaite ces humbles poèmes sont dédiés » (épigraphe p. 4 nouvelle édition de 1898).
Un médaillon représentant Émile Corderoy du Tiers (réalisé par M. Joseph Bernardeau de Monterban) fut érigé en la commune d'Échiré, et y fut inauguré le 16 octobre 1898. À la suite de cette inauguration, fut réédité (en 1898) aux Éditions du Comité Poitou-Charentes d'Ethnographie et d'Art Populaire le recueil Visions Rustiques. Cette réédition comporte quelques poèmes rapportés d'autres œuvres, une lettre qu'il avait reçue d'André Theuriet deux années avant sa mort et une copie du médaillon d'Échiré. Une rue porte aujourd'hui son nom dans la commune d'Échiré.

## Œuvres

### Recueils de poèmes
- Visions rustiques
- Jours Perdus
- Promenades sans but
- Pressentiments
- Derniers sillons

### Poèmes mis en musique
- Cantilène
- Chanson
- Souvenirs...